# Horace Greeley
Horace Greeley (Amherst, 3 febbraio 1811 – Pleasantville, 29 novembre 1872) è stato un politico e giornalista statunitense.

## Biografia
Dopo aver lasciato la scuola a 14 anni fu apprendista tipografo presso Amos Bliss, editore del Northern Spectator. Nel 1831 si recò a New York per fare fortuna come editore. Nel 1836 sposò la suffragetta Mary Cheney Greeley.
Nel 1833 fondò a New York il giornale The Morning Post, ma, fallito molto presto quest'ultimo, fondò nel 1834 il New Yorker, che nell'aprile 1841 confluì nel quotidiano New York Tribune, nel 1838 il The Jeffersonian, nel 1840 The Log Cabine.
La fondazione del The New York Daily Tribune rappresentò la svolta per Greeley. Si trattava di un giornale che proponeva l'abolizione dello schiavismo. La linea politica di Greeley era quella di un socialismo patriottico sui generis, fondato sull'idea di una comunità urbana corporativa, basata sull'unione delle classi sociali nella produzione e nel consumo. Greeley condusse un'aspra critica al libero mercato capitalista, che rischiava di annullare le virtù della cooperazione e della solidarietà. Inoltre introdusse il mito della frontiera come luogo delle opportunità: "Vai nel West, ragazzo, e cresci insieme al paese", era uno dei suoi slogan celebri. A partire dal settembre 1841, al quotidiano si affiancò un settimanale: il  Weekly Tribune, alla cui redazione partecipò per un periodo da Londra anche Marx.
Greeley fu deputato per New York del Partito Whig dal 4 dicembre 1848 al 3 marzo 1849. Quando nel 1854 il Partito Whig si sfaldò a causa delle spaccature interne sulla questione dello schiavismo, Greeley fu tra i fondatori del nuovo Partito Repubblicano, più nettamente antischiavista, e potrebbe anche essere stato l'ideatore del nome.
Durante la guerra di secessione Greeley parteggiò per i nordisti di Abraham Lincoln, propugnando attraverso il suo giornale misure più radicali di quelle sostenute dal presidente.
Convinto protezionista, nel 1870 pubblicò la sua opera di carattere economico Essays designed to elucidate the science of political economy (Trattati elaborati per chiarire la scienza dell'economia politica).
Avverso alla dilagante corruzione pubblica della presidenza del repubblicano radicale Ulysses S. Grant, nel 1872 lasciò il Partito Repubblicano e divenne il candidato alla presidenza nelle elezioni del 1872 per il nuovo Partito Repubblicano Liberale con il supporto del Partito Democratico, ma subì una sonora sconfitta. Greeley morì poche settimane dopo le elezioni, diventando l'unico candidato della storia degli Stati Uniti ad essere morto prima del conteggio dei voti. I grandi elettori che avrebbero dovuto votare per lui nel Collegio Elettorale dispersero poi i loro voti fra vari candidati.
Il politico tedesco Hjalmar Horace Greeley Schacht, ministro dell'Economia nel regime nazista di Adolf Hitler dal 1935 al 1937, fu battezzato così in suo onore.